# Dhrangadhra
Dhrangadhra (hindi : धांगध्रा) est une ville de l'État du Gujarat en Inde, dans le district de Surendranagar.

## Géographie
La ville est bâtie sur une surface rocheuse de couleur noire, ce qui a probablement donné son nom à Dhrangadhra. En sanskrit, « dhrang » signifie « pierre » et « dhara » signifie « terre ».

## Histoire
Dhrangadhra était la capitale d'un État princier de 1735 à 1948.

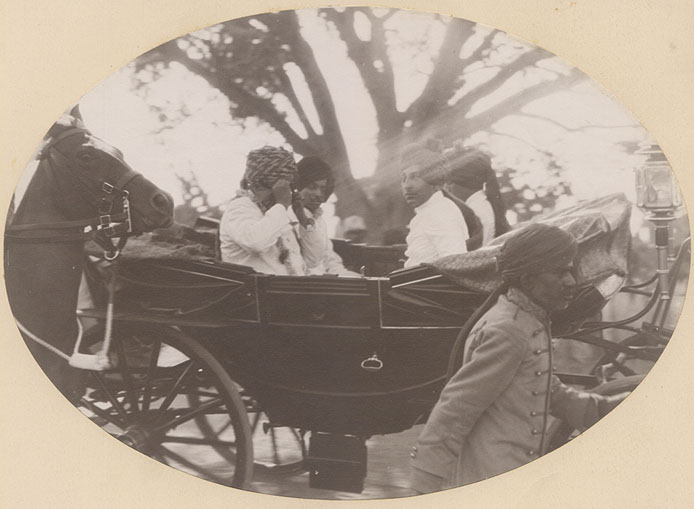
Mariage du maharaja de Dharangadhra au début du XX.

### Dirigeants:RâjSâhibs
- 1486 - 1499 : Raidharji Vaghoji
- 1499 : Ajoji Raidharji - déposé
- 1499 - 1522 : Ranoji Raidharji
- 1522 - 1563 : Mansinhji I Ranoji
- 1563 - 1584 : Raisinhji Mansinhji
- 1584 - 1628 : Chandrasinhji Raisinhji
- 1628 - 1633 : Askaranji Chandrasinhji
- 1633 - 1644 : Amarsinhji I Chandrasinhji
- 1644 - 1660 : Meghrajji II Amarsinhji
- 1660 - 1672 : Gajsinhji Meghrajji
- 1672 - 1717 : Aswantsinhji Gajsinhji
- 1717 - 1729 : Pratapsinhji Jaswantsinhji
- 1729 - 1744 : Raisinhji Pratapsinhji
- 1744 - 1782 : Gajsinhji Raisinhji
- 1782 - 1801 : Jashwantsinhji Gajsinhji (+1801)
- 1801 - 1804 : Raisinhji III Jashwantsinhji (1761-1804)
- 1804 - 1843 : Amarsinhji II Raisinhji (1782-1843)
- 1843 - 1869 : Ranmalsinji II Amarsinhji (1809-1869)
- 1869 - 1900 : Mansinhji II Ranmalsinhji (1837-1900)
- 1900 - 1911 : Ajitsinhji Jashwantsinhji (1872-1911)
- 1911 - 1942 : Ghanshyamsinhji Ajitsinhji (1889-1942)
- 1942 - 1948 : Mayurdhwajsinhji Meghrajji III Ghanshyamsinhji, né en 1923